# 白朗 (作家)
白朗（1912年8月20日—1994年2月7日），原名刘东兰，笔名弋白、刘莉，女，辽宁沈阳人，中华民国及中华人民共和国作家、记者。中国共产党党员。

## 生平

### 满洲生活
1912年秋，生于沈阳城里小西关一个旧知识分子家庭。小时候家道殷实。1929年，与姨表兄罗烽（1929年加入中国共产党）结婚后，到哈尔滨。1931年九一八事变，日军占领沈阳，身在哈尔滨的白朗与丈夫罗烽一同参加了杨靖宇担任会长的反日大同盟，将自己家变成中国共产党的地下联络站及反日大同盟的会址。已怀孕的白朗仍然拼命工作。1932年，白朗开始发表作品。
1933年4月，哈尔滨的《国际协报》公开招聘，白朗考入报社，起初担任记者，后来主编每日半版的副刊《国际公园》及《儿童》、《妇女》、《体育》等周刊。
1933年夏，中共哈尔滨市委书记杨靖宇指派罗烽、金剑啸，与青年作家萧军、萧红等人一起在满洲国官办的《大同报》创办副刊，萧红为该副刊取名为《夜哨》，喻意为警惕敌人。白朗为《夜哨》撰写许多文章，包括《袛是一条路》、《惊栗的光圈》、《叛逆的儿子》等等，受到读者喜爱。自此，白朗成为满洲文坛上的知名作家。
1933年末，《夜哨》因为发表日军在农村的暴行，遭到满洲国官方注意而被强令停刊。一个月之后，白朗等人在《国际协报》上又创办《文艺》周刊，白朗担任主编。《文艺》周刊发表散文、诗歌、译文等等。《文艺》周刊获得萧军、萧红、舒群、金人、林珏等作家支持。
1934年6月，因遭人举报，日本宪兵在哈尔滨逮捕罗烽。流产后的白朗变卖家产，筹措资金，买通日本领事馆某位官员，从而使罗烽被关押将近一年后无罪释放。

### 辗转各地
1935年7月，白朗、罗烽在朋友帮助下逃离哈尔滨，途经沈阳时见了亲人一面，随后从大连乘轮船抵达上海。起初寄居萧军、萧红处。其间，白朗发表《女人的惩罚》、《沦陷前后》等散文及诗歌。
1936年，白朗加入上海文艺家协会。1937年抗日战争全面爆发后，白朗等十多位文艺界人士从上海转到武汉，后又到达重庆。
1939年夏，白朗丢下母亲及刚出生的孩子，同罗烽、杨朔、宋之的、杨骚、葛一虹、方殷、袁勃等14个作家参加中华全国文艺界抗敌协会组织的“作家战地访问团”，先后到华山、中条山、太行山等地慰问抗日将士。回到重庆后，白朗以日记体报告文学《我们十四个》记述了这次访问历程，后来由上海杂志公司出版。
1940年初，白朗创作的中篇小说《老夫妻》，作为作家战地访问团丛书中的一部出版。同时期，白朗又写下以东北沦陷为题材的《忆故乡》等短篇小说及文章。
1941年皖南事变后，白朗到延安《解放日报》担任副刊部文艺编辑。1942年，在延安的抢救运动中，白朗患精神分裂症。1945年，白朗加入中国共产党。1945年日本投降后，白朗、罗烽在1945年9月离开延安到东北工作，白朗担任军区《前进报》副刊编辑、记者，并参与前进文工团建团工作，参加了第二次国共内战东北战役。
1946年，白朗来到哈尔滨，当选为哈尔滨临时参议会参议员，并任《东北日报》副刊部部长，《东北文艺》月刊副主编，东北文艺家协会常委、出版部副部长、部长，东北作家协会轮值主席。
1948年东北人民解放军攻占沈阳后，白朗回到阔别十多年的家乡沈阳。

### 共和国时期
1949年，在中华人民共和国成立前夕，白朗在北京参加了中华全国文学艺术界工作者代表大会（即第一次文代会）。1949年12月，白朗参加了东北文联、东北文艺工作者协会的成立大会。东北作家协会成立后，白朗作为该会专业作家，投身专业写作。
1950年，白朗用30天完成了中篇小说《为了幸福的明天》。该小说先后印行14版，20多万册，还被译为日文、朝鲜文，又出版了其缩写本《真正的老师》。1981年，人民文学出版社重排出版。
中华人民共和国成立前后，她历任新华社总社特约记者，旅大文协常委、编辑部副部长。先后担任东北文艺家协会副主席，中国文联第二届委员。1952年加入中国作家协会，历任中国作家协会第一、二届理事。白朗还是全国妇联委员。1954年，白朗当选第一届全国人民代表大会代表。
1951年，白朗代表蔡畅、邓颖超到保加利亚首都索非亚参加国际民主妇女联合会执委会工作。抗美援朝期间，白朗6次赴朝鲜访问并慰问伤员、抢救伤病员；还受政务院总理周恩来委托陪英国工党领袖费尔顿夫人到朝鲜，协助国际妇女朋友调查美军在朝鲜的暴行，并且执笔起草《国际妇女对朝鲜美李军暴行调查报告书》。1953年7月，白朗以记者身份参加板门店朝鲜停战协定签字仪式。同年，白朗参加世界妇女大会，会后应邀到芬兰赫尔辛基参加芬兰“妇女文化日”活动。
1955年，胡风反革命集团案发生，肃反运动开始。同年，中国作家协会批判了“丁玲、陈企霞反党集团”，联系批了“舒、罗、白反党小集团”，白朗被打成“舒、罗、白反党小集团”成员。后因舒群、罗烽、白朗相继提出申诉，1957年中国作家协会党组、总支发出《关于一九五五年肃反运动中批判舒群、罗烽、白朗三同志某些思想问题的处理情况的通知》，作出了“舒、罗、白不是反党集团”的决定。
1956年，白朗出席亚非作家代表大会，会后，白朗拟写一部长篇传记小说。反右运动发生后，罗烽、白朗夫妇被划为右派分子。白朗被遣送到阜新煤矿劳动改造。文化大革命中，罗烽、白朗夫妇被关进牛棚，受到精神及肉体折磨。1969年，白朗1942年在延安抢救运动中得的精神分裂症复发。
1978年中共十一届三中全会后，罗烽、白朗获得彻底平反，白朗的精神分裂症也好转。但因脑神经严重受损，白朗已再不能提笔写作。1979年全国第四次文代会上，罗烽拄手杖、白朗坐轮椅进会场。
1994年2月7日，白朗逝世，享年82岁。

## 著作
- 长篇小说《在轨道上前进》
- 中篇小说《为了幸福的明天》
- 短篇小说集《牺牲》、《伊瓦鲁河畔》、《北斗》、《牛四的故事》、《老夫妻》
- 散文集《西行散记》、《月夜到黎明》、《斯大林——世界曙明》
- 特写集《锻炼》、《一面光荣的旗帜》、《真人真事》
- 《白朗文集》[1]